# Gratton, Virginia
Gratton är en ort i Tazewell County i delstaten Virginia, USA.